# Wesmaelius involutus
Wesmaelius involutus is een insect uit de familie van de bruine gaasvliegen (Hemerobiidae), die tot de orde netvleugeligen (Neuroptera) behoort. 
Wesmaelius involutus is voor het eerst wetenschappelijk beschreven door Carpenter in 1940.